# Stadsomwallingen van Doornik

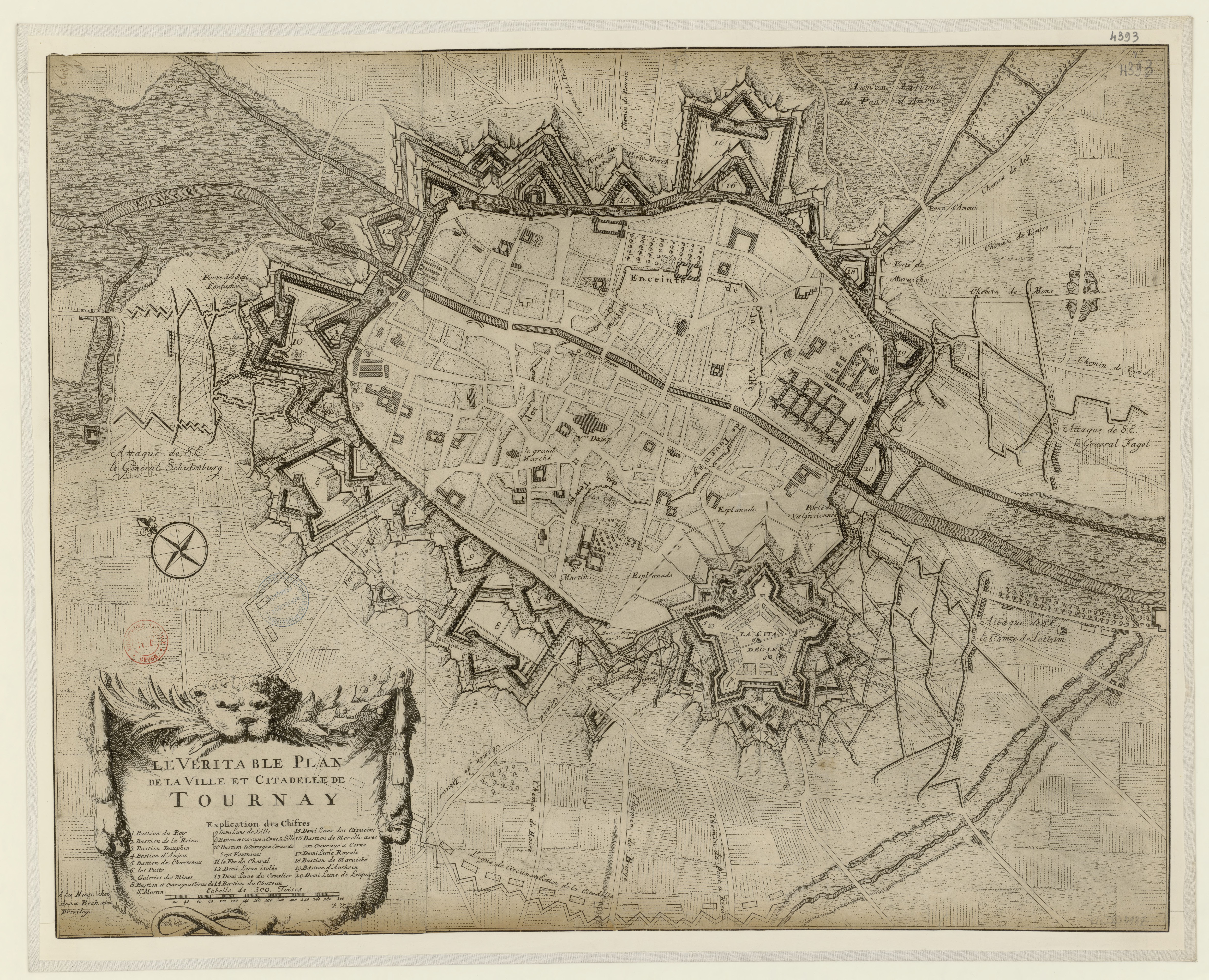
Stadsplan van Doornik in 1703, met onderaan de Franse citadel in stervorm

De stadsomwallingen van Doornik waren verdedigingswerken rond de Belgische stad Doornik. De bouw van de eerste omwalling dateert uit de vroege middeleeuwen. De tweede wal werd gebouwd in de 13e eeuw, nadat bleek dat de oude wal te klein was geworden om de stad nog voldoende veiligheid te bieden. De tweede stadsomwalling werd in later eeuwen aangepast aan de veranderende krijgstechnieken, ook door de Engelsen en Fransen toen die de stad bezetten. Van deze twee stadsomwallingen zijn er nog verschillende overblijfselen.

## Romeinse tijd
Tijdens de bloeitijd van het Romeinse Doornik (Turnacum) in de 1e en 2e eeuw strekte de stad zich uit over minstens 40 hectare op de linker- en de rechteroever van de Schelde en deze stad was niet ommuurd. De stad was al van in de Romeinse tijd bekend wegens haar kalksteengroeven. In het laat-Romeinse keizerrijk (3e en 4e eeuw) werd Doornik een versterkte stad aan de noordelijke grens van het rijk. De nieuwe stad was veel kleiner en bevond zich enkel nog op de linkeroever. Deze stad was ommuurd waarbij gebruik was gemaakt van materiaal gerecupereerd uit de oude stad. De juiste omtrek van deze muur is niet meer bekend maar waarschijnlijk had de ommuurde stad een oppervlakte van 13 hectare. In de jaren 1950 werden in de wijk La Loucherie de resten van een stuk muur van 85 meter en van twee ronde torens blootgelegd.

## Eerste stadsomwalling

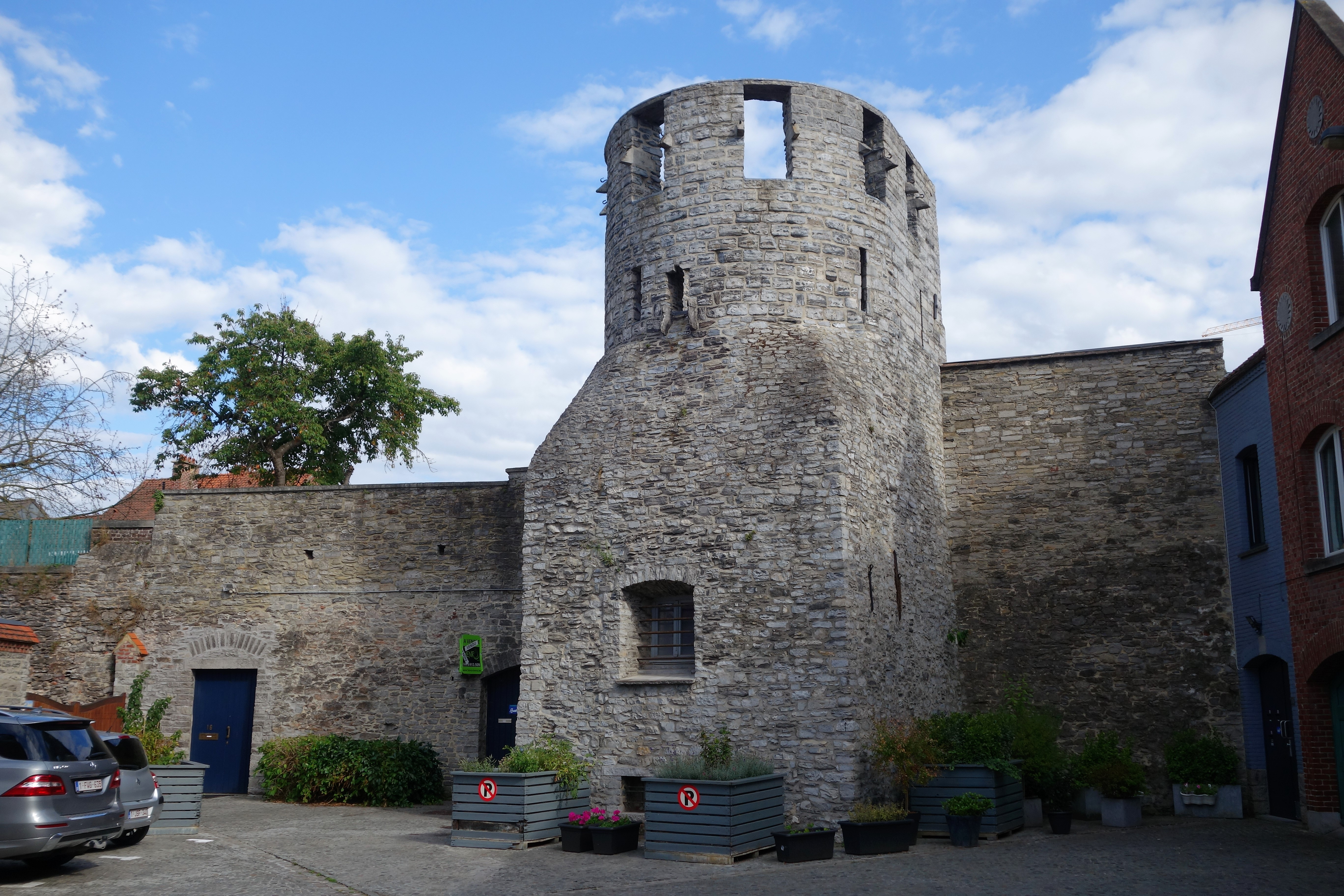
Tour du Cygne, een toren uit de eerste stadsomwalling

Het tracé van de eerste stenen stadsomwalling uit de 11e en 12e eeuw is nog zichtbaar in het stadsplan. De omwalde stad beperkte zich aanvankelijk tot de linkeroever van de Schelde, tussen de huidige bruggen Pont de Fer en de Pont à Pont en vormde een halve cirkel rond de bisschopswijk. Later kwam daar een omwalling op de rechteroever bij en had de stadsmuur een lengte van 2,7 km. In 1197 weerstond de stadsmuur een belegering van de stad door een Vlaams en Engels leger. In 1213 werd de stad wel ingenomen door het leger van Ferrand van Portugal, graaf van Vlaanderen en Henegouwen. Van deze eerste stadsomwalling zijn nog verschillende torens bewaard gebleven.

## Tweede stadsomwalling

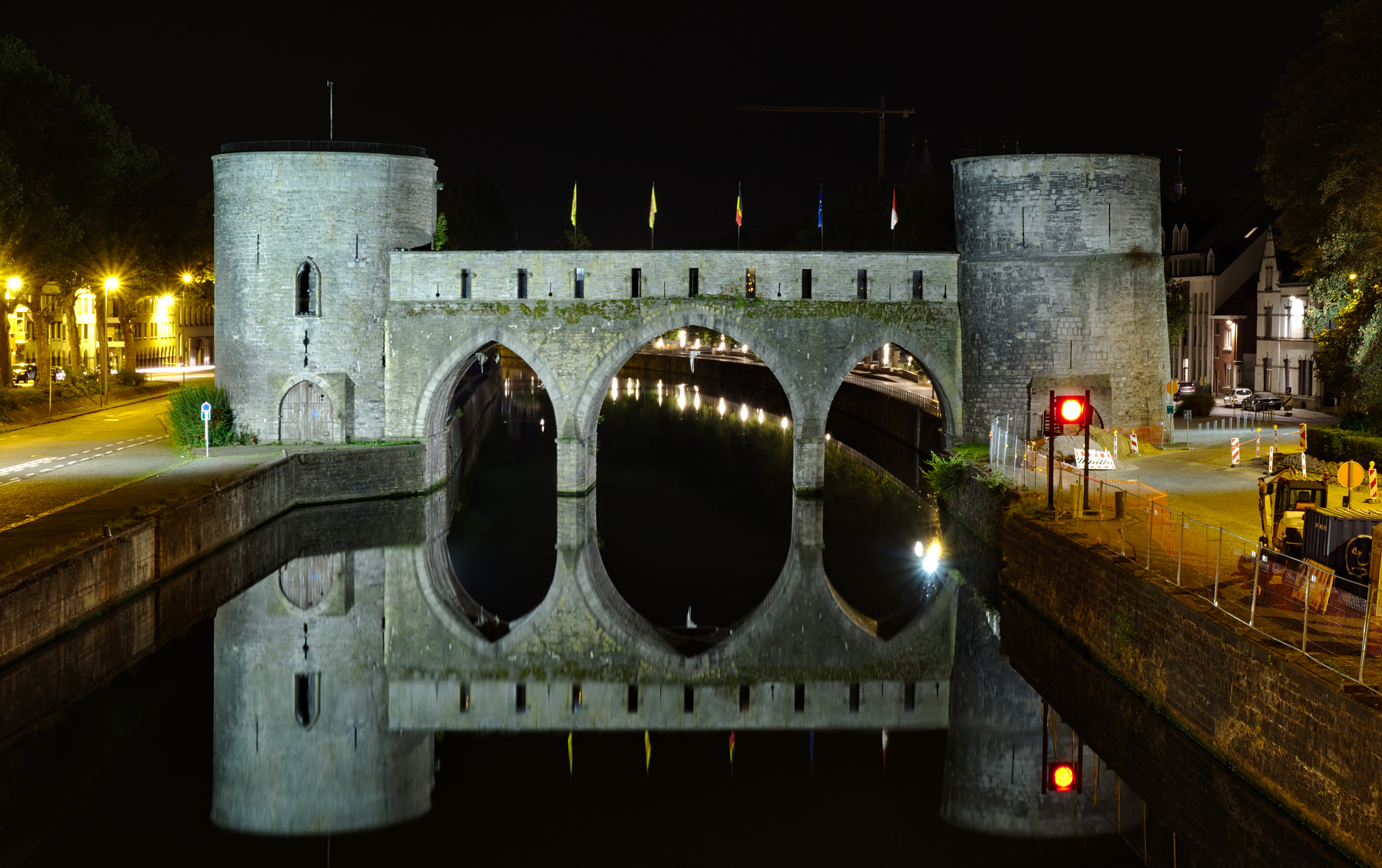
Pont des Trous voor 2019

Door de economische bloei en uitbreiding van de stad, ook op de rechteroever van de Schelde, was een nieuwe, langere stadsmuur nodig. In de loop van de 13e en de 14e eeuw werd een tweede stadsomwalling gebouwd, waarvan het tracé grotendeels samenliep met de huidige boulevards rond de binnenstad van Doornik. In het zuiden, op de rechteroever van de Schelde, zijn hiervan nog resten bewaard, waaronder de Tour Marvis en de Tour Saint-Jean. Ook de Pont des Trous over de Schelde in het noorden van de stad maakte deel uit van deze omwalling. Dankzij zijn enorme hekken kon de doorgang op de rivier worden afgesloten.

### Engelse citadel

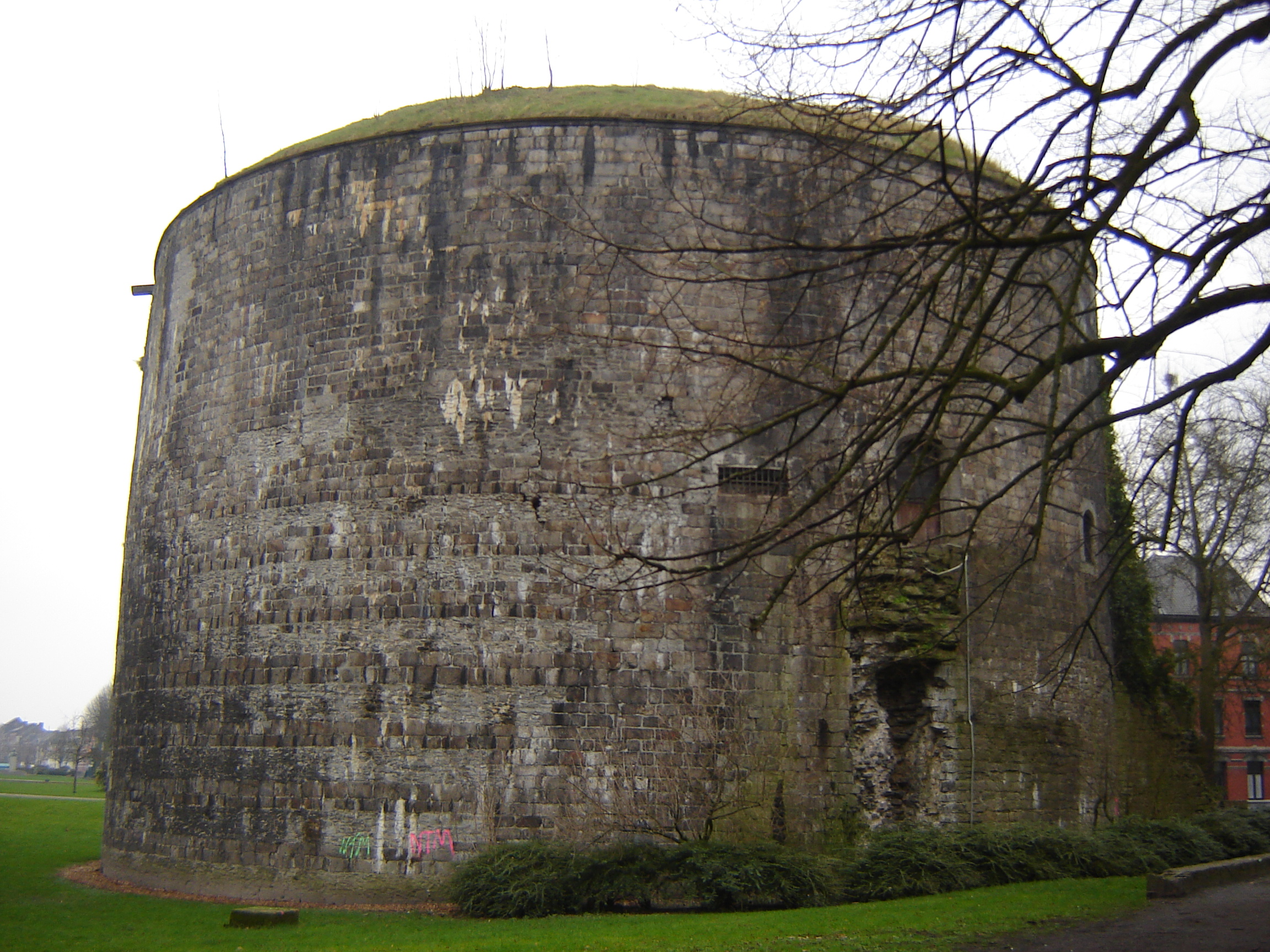
De Toren van Hendrik VIII, nu Wapenmuseum

Tegen de 16e eeuw was de omwalling niet aangepast aan de nieuwe krijgstechnieken. In 1513 veroverde het leger van koning Hendrik VIII van Engeland de stad op de Fransen. Het garnizoen in de stad was geen partij voor de Engelsen die de stad bestookten met zware kanonskogels. Tussen 1515 en 1518 bouwden de Engelsen een citadel in de Sint-Niklaaswijk op de rechteroever. De vierkanten citadel werd beschermd door de Schelde en afgezet door een muur tot aan de Pont des Trous. Vervolgens waren er vestingen tot aan de Grosse Tour of Toren van Hendrik VIII en daarachter een muur en een gracht waar vroeger de Tour de Grès stond. Binnen in de citadel deed de Sint-Niklaaskerk dienst als kasteelkerk en bevonden zich ook het Sint-Andriesgasthuis en het voormalig kasteel van de graven van Vlaanderen (Hôtel de la Monnaie). In de loop van de 16e eeuw werd de volledige stadsmuur aangepast. Er werden onder andere geschutsposten met aarden wallen en contrescarpen aangelegd.

### Franse citadel
In juni 1667 veroverde het leger van de Franse koning Lodewijk XIV Doornik op het Zuid-Nederlandse leger, na een belegering van twee dagen. De verouderde Engelse citadel in het noorden van de stad werd ontmanteld (met uitzondering van de Toren van Hendrik VIII)  en de Fransen bouwden een nieuwe citadel in het zuiden op een heuvel. Hiervoor moest de hele Sint-Catharinaparochie worden afgebroken. Van de citadel, gebouwd naar plannen van architect Deshoulières, zijn enkel grondvesten bewaard. Verder werden de stadsmuren voorzien van bastions. Door kanalisering van de Schelde kon een inundatiesysteem uitgebouwd worden rond de stadswallen. De stad werd in 1709 tijdens de Spaanse Successieoorlog belegerd door het leger van de hertog van Marlborough en de citadel werd na een beleg van 58 dagen ingenomen.

## Afbraak
In 1840 werd de stadsmuur ter hoogte van de Pont des Trous afgebroken in het kader van de bouw van een spoorwegstation op het einde van de Quai de l'Arsenal. Vanaf 1863 werd de middeleeuwse omwalling afgebroken om de stad te kunnen uitbreiden en om ook een nieuw stationsgebouw (1874-1879) te bouwen in het noorden van de stad.  In 1911 waren de grachten in de stad gedempt en vervangen door parken. Dit was ook het geval voor de slotgrachten rond de Toren van Hendrik VIII.
In 1948 werden de bogen en de torens van de Pont des Trous 2,4 meter verhoogd om het scheepsverkeer te vergemakkelijken. En in 2019 werd de brug opnieuw ontmanteld om de doorgang voor de schepen te verbreden.